# Hypulus quercinus
Hypulus quercinus là một loài bọ cánh cứng trong họ Melandryidae. Loài này được Quensel miêu tả khoa học năm 1790.